# Врисберг, Кристоф фон
Кристоф фон Врисберг (нем. Christoph von Wrisberg, 1511 — 1580) — имперский полковник и предводитель ландскнехтов. Представитель нижнесаксонской дворянской семьи Врисбергов.

## Биография
Семья Врисбергов происходила из Врисбергхольцена, 5 июня 1355 г. упоминается её представитель Герман Врисберг: перестав быть зависимым человеком епископа Хильдесхаймского Генриха III, он стал его министериалом, в 1372 г. епископ Хильдесхайма Герхард фон Берг подарил ему замок Винценбург, в 1393 г. тот приобрел фогтство Брункензен у Edelherren фон Хомбург.
Врисберг служил Священной Римской империи в войнах против Османской империи и Шмалькальденской войне.
В январе 1547 г. Врисберг набрал армию в Мюнстерланде, после чего двинулся через Оснабрюкское княжество-епископство в поддерживавший Шмалькальденский союз Минден, который был вынужден капитулировать.
После этого Врисберг получил  командование имперской армией в северной Германии. Он выступил против враждебного императору Бремена, чтобы завоевать его. Началась длительная осада, которую бременцы выдержали. В апреле 1547 года 19-летний герцог Брауншвейг-Каленберга Эрих II присоединился к имперцам, увеличив силы осаждающих до 12 тыс. человек. В мае 1547 г. осада была снята из-за нехватки провизии, потерь и опасности мятежа, после чего Врисберг и Эрих II участвовали в битве при Дракенбурге, завершившейся победой протестантов.
В 1553 году вместе с Иоганном фон Мюнхгаузеном и Дитрихом фон Квитцов командовал отрядом, который совершил набег на замок и монастырь Ибурга, чтобы захватить принявшего лютеранство епископа Миндена, Мюнстера и Оснабрюка Франца фон Вальдека.
В 1580 году он умер в  Гут Брункенсене. Эпитафия на его могиле находится в церкви Святого Николая в Альфельде.

## Семья
Кристоф был первым из своей семьи, кто жил в Брункензене после раздела наследства. Он женился на вдове Людека Ледебура фон Хюффе Лукреции фон Шлён, что привело к длительному спору о наследстве с его роднёй по супруге. В 1556 г. укрепил замок в Хюффе.